# Cryptophyta
Cryptophyta é um grupo pequeno de organismos com 24 géneros que se encontram em águas marinhas e continentais. São organismos unicelulares, com dois flagelos quase iguais que apresentam bárbulas. No mais curto estão organizadas numa fila, mas no maior estão em duas. As células são ovais e planas com um tamanho de cerca de 10-50 μm. Podem aparecer estados palmeloides ou cocoides. Algumas espécies formam zooxantelas, quer dizer, vivem como simbióticas de animais.

## Descrição
Apresentam um ou dois plastos, com ou sem pirenoides. Os plastídeos apresentam os tilacoides agrupados em pares, sem lamela. Com clorofila a e c; apresentam α-caroteno e xantofilas, aloxantina dominante, no entanto falta o β-caroteno. Possuem pigmentos ficobilínicos (ficocianina ou ficoeritrina), mas não se apresentan em ficobilissomas. Utilizam como material de reserva, amido verdadeiro, extraplastidial, associado com plastos e núcleo.
Apresentam dois flagelos anteriores quase iguais que saem de um reservatório revestido por tricocistos, ambos são pleuronemáticos. Podem ter uma parede celular de celulose, apresentam um periplasto de três camadas, também podem apresentar placas poligonais externas. As mitocôndrias têm cristas planas, e a mitose é aberta. A reprodução é por bipartição, mediante zoósporos e cistos. Em alguns casos observou-se também reprodução sexual.
Cavalier-Smith, agrupa-os dentro do proposto reino Chromista como subreino Cryptista. No entanto, vários especialistas sugerem que são necessários mais estudos filogenéticos para definir a relação entre Cryptophyta e Chromista ou Chromalveolata.

## Endossimbiose secundária
A partir de evidências moleculares foi proposto que o grupo Cryptophyta é resultado de endossimbiose secundária de um ser eucarionte heterotrófico unicelular que teria fagocitado uma Rhodophyta (alga vermelha).  